# Saint-Sorlin-de-Vienne
Saint-Sorlin-de-Vienne é uma comuna francesa na região administrativa de Auvérnia-Ródano-Alpes, no departamento de Isère. Estende-se por uma área de 9,94 km². Em 2010 a comuna tinha 884 habitantes (densidade: 88,9 hab./km²).